# حل الإمبراطورية الرومانية المقدسة

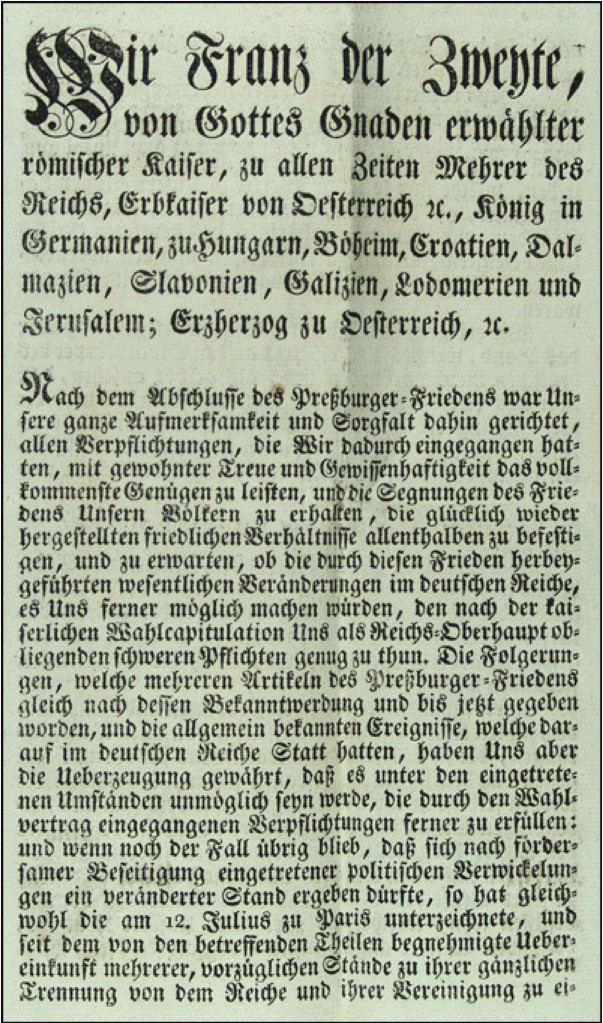
اعلان الامبراطور فرانتس الثاني عن اجراءات حل الامبراطورية الرومانية المقدسة

حُلت الإمبراطورية الرومانية المقدسة عمليًا في 6 أغسطس 1806، حين تنازل الإمبراطور الروماني المقدس الأخير، فرانتس الثاني من عائلة هابسبورغ لورين، عن لقبه وحرر جميع الدول الإمبراطورية ومسؤوليها من عهودهم والتزاماتهم تجاه الإمبراطورية. منذ العصور الوسطى، والإمبراطورية الرومانية المقدسة مُعترف بها من قِبل الأوروبيين الغربيين على أنها الاستمرارية الشرعية للإمبراطورية الرومانية القديمة، لأن البابوية قد أُعلنت عن أباطرتها على أنهم أباطرة رومانيون. من خلال هذا الإرث الروماني، زعم الأباطرة الرومان المقدسون أنهم ملوك شاملون تمتد سلطتهم أبعد من حدود إمبراطوريتهم الرسمية إلى كل أوروبا المسيحية وخارجها. كان انحدار الإمبراطورية الرومانية المقدسة عملية طويلة وممتدة استمرت لقرون. هدد تشكيل أولى الدول الإقليمية الحديثة ذات السيادة في القرنين السادس عشر والسابع عشر، الطبيعة الشمولية للإمبراطورية الرومانية المقدسة، إذ حمل معه فكرة أن السلطة تتوافق مع الأراضي المحكومة فعليًا.
بحلول القرن الثامن عشر، نظر المعاصرون إلى الإمبراطورية الرومانية المقدسة، سواء داخلها أو خارجها، على أنها ملكية «غير منتظمة» إلى حد كبير و«معتلة» ولها شكل حكم «غير مألوف». كانت الإمبراطورية تفتقر إلى الجيش الدائم المركزي والخزانة المركزية، ولم يتمكن ملوكها، المنتخبون رسميًا وليس الوراثيون، من ممارسة سيطرة مركزية فعالة. رغم ذلك، اعتقد معظم المعاصرون أنه يمكن إحياء الإمبراطورية الرومانية واستعادة مجدها. بدأت الإمبراطورية الرومانية المقدسة انحدارها النهائي أثناء وبعد انخراطها في حروب الثورة الفرنسية والحروب النابليونية.
رغم دفاع الإمبراطورية عن نفسها جيدًا في البداية، إلا أن الحرب مع فرنسا ونابليون الأول كانت كارثية. في عام 1804، أعلن نابليون نفسه إمبراطورَ الفرنسيين، ورد فرانتس الثاني عليه بإعلان نفسه إمبراطور النمسا، إضافة إلى كونه الإمبراطور الروماني المقدس، وهي محاولة للحفاظ على التكافؤ بين فرنسا والنمسا وفي الوقت ذاته إيضاح أن اللقب الروماني المقدس يفوق كليهما. عمليًا، عنت هزيمة النمسا في معركة أوسترليتز في ديسمبر 1805 والانفصال الرسمي لعدد كبير من مُقطَعي فرانتس الثاني الألمان في يوليو 1806 لتشكيل كونفدرالية الراين، دولة تابعة فرنسية، نهاية الإمبراطورية الرومانية المقدسة. كان التنازل عن العرش في أغسطس 1806، إلى جانب تفكك التسلسل الهرمي للإمبراطورية ومؤسساتها، ضروريًا لمنع نابليون من إعلان نفسه إمبراطورًا رومانيًا مقدسًا، وهو الأمر الذي كان سيحط من قدر فرانتس الثاني ويحوله إلى مُقطَع تابع لنابليون.
تراوحت ردود الفعل على تفكك الإمبراطورية من اللامبالاة إلى اليأس. شعر سكان فيينا، عاصمة ملكية هابسبورغ، بالرعب من فقدان الإمبراطورية. شكك العديد من رعية فرانتس الثاني السابقين في شرعية أفعاله؛ رغم الاتفاق على أن تنازله عن العرش كان قانونيًا تمامًا، إلا أن تفكك الإمبراطورية وتحرير جميع مُقطَعيها اعتُبر خارج سلطة الإمبراطور. على هذا النحو، رفض العديد من أمراء الإمبراطورية ورعيتها قبول فكرة زوال الإمبراطورية، إذ وصل الأمر ببعض العامة إلى الاعتقاد بأن أخبار حلها كانت مؤامرة من قِبل سلطاتهم المحلية. في ألمانيا، جرى مقارنة التفكك بسقوط طروادة القديم وشبه الأسطوري وربط البعض نهاية الإمبراطورية الرومانية مع نهاية الزمان ونهاية العالم.

## تنازل فرانتس الثاني
أمام ادعاء نابليون حمل لقب «إمبراطور الفرنسيين» عام 1804 والهزيمة النمساوية في معركة أوسترليتز عام 1805، بدأت ملكية هابسبورغ بالتفكير فيما إذا كان اللقب الإمبراطوري والإمبراطورية ككل تستحقان الدفاع عنهما. تحدت العديد من الولايات التي تخدم الإمبراطور الروماني المقدس اسميًا، مثل بادن وفورتمبيرغ وبافاريا، السلطة الإمبراطورية علانية وانحازت إلى نابليون. حتى في ذلك الوقت، لم تكن أهمية الإمبراطورية قائمة على السيطرة الفعلية على الموارد، وإنما على الهيبة.
كانت الفكرة الرئيسية وراء أفعال فرانتس الثاني في عام 1806، وضع الأساس اللازم لتجنب مزيدٍ من الحروب المستقبلية مع نابليون وفرنسا. كانت إحدى مخاوف ملكية هابسبورغ احتمالية أن يطمح نابليون بالمطالبة بلقب الإمبراطور الروماني المقدس. انجذب نابليون إلى إرث شارلمان؛ بحيث صُنعت له نسخة طبق الأصل من تاج وسيف شارلمان (ولكن لم يُستخدما أثناء التتويج) لتتويج نابليون إمبراطورًا على الفرنسيين، وقد أحيا عمدًا رموز الإمبراطورية الرومانية وتطلع إلى إنشاء نظام جديد في أوروبا، وهو شيء يشبه السيادة الشمولية المنطوية في لقب إمبراطور الرومان. كانت رؤية نابليون لشارلمان مختلفة تمامًا عن الرؤية الألمانية للإمبراطور القديم. بدلًا من رؤية شارلمان ملكًا ألمانيًا، نظر إليه نابليون على أنه غازٍ فرنجي بسط الحكم الفرنسي في جميع أنحاء أوروبا الوسطى وإيطاليا، أمرٌ طمح نابليون إلى تحقيقه بالمثل.
كانت استجابة النمسا بطيئة تجاه الوتيرة السريعة للأحداث. في 17 يونيو، اتخذ فرانتس قرارًا بالتنازل عن العرش في الوقت الذي بدا أنه الأفضل للنمسا. أُرسل كليمنس فون مترنيخ في بعثة إلى باريس لاستشفاف نوايا نابليون. في 22 يوليو، طالبهم نابليون في إنذار أخير بتنازل فرانتس عن العرش بحلول 10 أغسطس. ومع ذلك، لحد يوم 2 أغسطس، أمل جوزيف هاس، رئيس الأمانة العامة للبعثة، باحتمال تفادي نهاية الإمبراطورية الرومانية المقدسة. لكن الرأي العام السائد في القيادة النمساوية العليا اعتبر أن التنازل عن العرش أمر حتمي وأنه يجب اقترانه مع حل الإمبراطورية الرومانية المقدسة من خلال إعفاء المُقطَعين التابعين للإمبراطور من واجباتهم والتزاماتهم. اعتُبر الإنهاء الرسمي للإمبراطورية ضروريًا، لأنه سيمنع نابليون من الحصول على اللقب الإمبراطوري. يحق لنائبي الإمبراطور في ساكسونيا وبافاريا خلال فترة خلو العرش، ممارسة السلطة الإمبراطورية وبما أن كلاهما كان متحالفًا مع نابليون، فإن مثل هذا النظام يمكن أن يتسبب بتحول فرانتس (بصفته إمبراطور النمسا فقط) المتنازل عن لقبه إلى مُقطَع تابع لنابليون (بصفته إمبراطور روماني مقدس). على الرغم من عدم وجود دليل ملموس على أن نابليون كان يطمح بالفعل إلى أن يصبح إمبراطورًا رومانيًا مقدسًا، من الممكن أن تكون الفكرة قد واتته، خاصة بعد تشكيله لاتحاد الراين وهزيمته للنمسا في أوائل عام 1806. لربما اعتقد نابليون أنه لا يمكن اقتران اللقب مع لقب «إمبراطور الفرنسيين» (على الرغم من أن فرانتس الثاني كان إمبراطورًا لكل من الإمبراطورية الرومانية المقدسة والنمسا) وقد يكون تخلى لهذا السبب عن أي تطلعات رومانية محتملة إذ أنه لم يرغب في التخلي عن لقبه الإمبراطوري الآخر. يمكن أيضًا استنتاج التطلعات الرومانية المتلاشية من مراسلات نابليون مع البابوية؛ في أوائل عام 1806، حذر نابليون البابا بيوس السابع بقوله: «قداستك صاحب السيادة في روما ولكني إمبراطورها».
كان هدف التنازل الأكثر أهمية من خشية اغتصاب نابليون للقب، اكتساب النمسا للوقت اللازم للتعافي من خسائرها إذ كان من المفترض أن تستوفيها فرنسا ببعض التنازلات. على الرغم من أن اللقب الروماني وتقليد الملكية المسيحية الشمولية لا يزالان مرموقين ويُنظر لهما بمثابة تراث جدير بالاهتمام، إلا أنهما اعتُبرا بحلول ذلك الوقت من الماضي أيضًا. مع تفكك الإمبراطورية الرومانية المقدسة، تمكن فرانتس الثاني من تركيز انتباهه على الصعود والازدهار المستمر لإمبراطوريته الجديدة الموروثة، كالإمبراطور فرانتس الأول ملك النمسا.
في صباح يوم السادس من أغسطس عام 1806، ذهب رسول الإمبراطورية الرومانية المقدسة من هوفبورغ إلى الكنيسة اليسوعية لجوقات الملائكة التسعة (يقع كلاهما في فيينا، عاصمة ملكية هابسبورغ)، إذ أبلغ إعلان فرانتس الثاني الرسمي من شرفة مطلة على ساحة كبيرة. أُرسلت نسخ مكتوبة من الإعلان إلى دبلوماسيي ملكية هابسبورغ في 11 أغسطس إضافة إلى مذكرة أبلغت أمراء الإمبراطورية السابقين بأن النمسا ستعوض أولئك الذين كان يُدفع لهم من الخزانة الإمبراطورية. لم يعترف التنازل بالإنذار الفرنسي، لكنه أكد على أن صياغة الدول الإمبراطورية لصلح برسبورغ جعلت من المستحيل على فرانتس الوفاء بالالتزامات التي تعهد بها في اتفاقيته الانتخابية.
كان الأباطرة الرومان المقدسون قد تنازلوا عن العرش من قبل – وأبرز مثال على ذلك تنازل شارلكان عام 1558 – لكن تنازل فرانتس الثاني كان فريدًا من نوعه. في حين أعادت تنازلات سابقة التاج الإمبراطوري للناخبين حتى يتمكنوا من إعلان إمبراطور جديد، ترافق تنازل فرانتس الثاني مع حل الإمبراطورية بذاتها لذلك لم يكن هناك أمراء ناخبون.

## خلفية

### إيديولوجيا الإمبراطورية الرومانية المقدسة
كانت السمة المميزة للإمبراطورية الرومانية المقدسة هي فكرة أن الإمبراطور الروماني المقدس كان يمثل الملك الرائد في أوروبا وأن إمبراطوريتهم كانت استمرارًا حقيقيًا للإمبراطورية الرومانية القديمة، من خلال إعلان الباباوات في روما. كان اعتقاد الأباطرة الراسخ أنهم كانوا الأباطرة الحقيقيين الوحيدين في أوروبا، وعلى الرغم من أنهم اعترفوا رسميًا بحكام روسيا كأباطرة في عام 1606 وأن سلاطين الإمبراطورية العثمانية كأباطرة في عام 1721، فإن هذه الاعترافات كانت مشروطة بالحقيقة أن الإمبراطور الروماني المقدس كان دائمًا متفوقًا. كان تفوق الإمبراطور تعبيرًا عن فكرة أن الإمبراطورية الرومانية المقدسة، نظريًا، امتدت إلى جميع المسيحيين بطريقة عالمية. نظرًا لأن الإمبراطورية لم تحكم في أي وقت من الأوقات على كل أوروبا المسيحية، كانت هذه الفكرة دائمًا مثالية وليست حقيقة واقعة. لم تستند السلطة الإمبراطورية إلى أراضي التاج الخاصة بالإمبراطور (على الرغم من وجود أراضي تاج كبيرة في القرنين الثامن عشر والتاسع عشر) ولكن على دور الإمبراطور باعتباره أعلى حاكم علماني في العالم وبطل وداعية للكنيسة الكاثوليكية. عزز عدم وجود رأس مال محدد وأراضي التاج المتسقة فكرة أن اللقب الإمبراطوري كان عالميًا لأنه لم يكن مرتبطًا بالضرورة بأي منطقة واحدة.
طوال فترة وجودها الطويل، كانت الإمبراطورية الرومانية المقدسة عنصرًا مركزيًا في العلاقات الدولية في أوروبا، ليس فقط لأن الإمبراطورية نفسها كانت غالبًا واحدة من أقوى الإمبراطورية في القارة ولكن أيضًا بسبب الإمبراطور نفسه. لأن الأباطرة الرومان المقدسين كانوا الورثة المعترف بهم دوليًا للأباطرة الرومان القدامى وأهم الحكام المسيحيين، فقد زعموا (وغالبًا ما مُنحوا) الأسبقية على الحكام الآخرين.
على الرغم من تسمية الأباطرة رسميًا باسم الإمبراطور الروماني المنتخب منذ عام 1508، عندما أخذ الإمبراطور ماكسيميليان الأول اللقب دون الحاجة إلى التتويج البابوي، فقد حوفظ على الطابع العالمي للإمبراطورية من خلال سلطة الإمبراطور الإقطاعية التي امتدت إلى ما هو أبعد من المؤسسات التي تم تطويرها داخل الحدود الإمبراطورية الرسمية. ظلت الأراضي الإمبراطورية التي يسيطر عليها حكام العوالم الأخرى تابعة للإمبراطورية. على سبيل المثال، قبل ملوك كل من السويد والدنمارك التبعية فيما يتعلق بأراضيهم الألمانية حتى عام 1806، عندما دُمجت هذه الأراضي رسميًا في ممالكهم. كان الإصلاح في القرن السادس عشر قد جعل إدارة الإمبراطورية أكثر صعوبة وجعل دورها مقدسًا موضع تساؤل. على الرغم من التسامح مع اللوثرية والكالفينية من 1555 و1648 فصاعدًا، ظلت الكاثوليكية هي الإيمان الوحيد المعترف به. حتى في ذلك الوقت، تضاءلت الكنيسة الإمبراطورية من القرن السادس عشر فصاعدًا، وبقيت ماينز فقط كأرض كنسية بحلول عام 1803. أعداء أوروبا المسيحية، قُبلوا من خلال سلام كارلوويتز عام 1699.
استمرت كل من البابوية والإمبراطورية الرومانية المقدسة في المطالبة بحقوقهما التقليدية في الولاية القضائية العالمية في الفترة الحديثة المبكرة، وأن من حقهما ممارسة الولاية القضائية في جميع أنحاء العالم، حتى لو لم يكن لديهم سيطرة فعلية على مناطق معينة. بالاقتران مع البابوية، مثلت الإمبراطورية الرومانية المقدسة المركز المعترف به للعالم المسيحي، وأحد الركائز التي يقوم عليها. لطالما كان تأثيرها ومكانها في النظام العالمي المعترف به هو ما أعطى الإمبراطورية الرومانية المقدسة قوتها الحقيقية، بدلاً من المدى الفعلي لمناطقها الإقليمية. انتهى الحكم المزدوج للبابا والإمبراطور فعليًا في صلح فستفاليا في ختام حرب الثلاثين عامًا في عام 1648، إذ فُصلت الإمبراطورية عن البابوية إلى الأبد. لم تلعب البابوية أي دور في المفاوضات، وفي نظر البابا إنوسنت العاشر، دمر السلام العلاقة بين البابا والإمبراطور التي جمعت أوروبا معًا منذ زمن شارلمان قبل ثمانية قرون. حيث كانت النزاعات الدولية بين حكام أوروبا قد تم حلها سابقًا والتوسط فيها من قبل البابا و/ أو الإمبراطور، شهد القرن السابع عشر الظهور الحقيقي للنظام الحديث للعلاقات الدولية والدبلوماسية.
كان ظهور الدول الإقليمية ذات السيادة الحديثة في القرنين السادس عشر والسابع عشر أحد أكبر التهديدات للولاية القضائية العالمية التقليدية (والنظرية) الممنوحة للإمبراطور الروماني المقدس والبابا في جميع أنحاء العالم المسيحي، ما يعني ظهور فكرة أن كانت الولاية القضائية هي نفس الشيء مثل السيطرة المباشرة على الأراضي. بالنسبة إلى حكام الدول الإقليمية، مثلت كل من البابوية والإمبراطورية الرومانية المقدسة أعداء عالميين، مدعين أن الولاية القضائية على جميع أنحاء العالم كانت لهم بالحق من خلال ارتباطهم بروما القديمة ودورهم كممثلين أرضيين ليسوع المسيح. الملوك الذين ادعوا سيادتهم الخاصة خالية من الإمبراطورية فعلوا ذلك في دور ريكس في ريجنو سو، حاكم يمكنه ممارسة السلطات القانونية للإمبراطور (بصفته ملكًا مطلقًا) داخل حدود أراضيه نظرًا لأن الأباطرة لم يفعلوا ذلك. بعد أن حمى شعبه من الأعداء الخارجيين. مثل الأباطرة الطموحون، مثل تشارلز الخامس (حكم من 1519 إلى 1556) وفرديناند الثاني (حكم من 1619 إلى 1637)، الذين سعوا إلى الجمع بين الولاية القضائية العالمية والحكم الزمني العالمي الفعلي والسلطة الإمبريالية العالمية، تهديدات لاستمرار وجود البلدان من أوروبا. كان تشارلز الخامس هو آخر إمبراطور روماني مقدس يتوج من قبل البابا وعلى هذا النحو آخر من أعلن رسميًا على أنه حامي الكنيسة، وهو الدور الذي تجاهله العديد من خلفائه.

### الإمبراطورية الرومانية المقدسة في القرن الثامن عشر
بحلول القرن الثامن عشر، كانت الآراء المعاصرة للإمبراطورية الرومانية المقدسة بعيدة كل البعد عن الإيجابية على مستوى العالم. كانت هناك فكرة منتشرة مفادها أن الإمبراطورية كانت مريضة إلى حد ما، على سبيل المثال، ذكر بائع الكتب والناشر يوهان هاينريش زيدلر أمراض الدولة للإمبراطورية الرومانية المقدسة في معجمه الإجمالي العالمي عام 1745. يعود هذا الرأي إلى صلح وستفاليا على الأقل، إذ تم عُرِّفت الإمبراطورية صراحةً على أنها ليست دولة قومية.
وصف مؤرخ القرن السابع عشر صموئيل فون بوفيندورف الإمبراطورية على أنها شكل غير عادي من الحكم وسخر منها ووصفها بأنها وحشية تفتقر إلى ما هو مطلوب لدولة فعالة وعملية. ساهم الافتقار إلى جيش دائم، وخزانة مركزية، وضعف السيطرة المركزية التي يمارسها الملك الذي كان منتخبًا وليس وراثيًا، في فكرة عدم وجود دولة ألمانية موحدة. من وجهة نظر معاصريها، تراجعت الإمبراطورية من نظام ملكي عادي إلى نظام غير منتظم إلى حد بعيد. حُفظت الإمبراطورية في الغالب من خلال نظام التوازن الذاتي الذي لا يشمل فقط التابعين الإمبراطوريين أنفسهم، ولكن أيضًا الدول في جميع أنحاء أوروبا. في القرن الثامن عشر، كان الحكام في جميع أنحاء القارة يفكرون في أن الدولة الألمانية الموحدة يمكن أن تصبح القوة الأعظم في أوروبا، ومن مصلحة الجميع تقريبًا الحفاظ على أوروبا الوسطى ناعمة.
على الرغم من أن بعض الرومانسيين والقوميين الألمان جادلوا بأن الإمبراطورية يجب أن تموت حتى تولد ألمانيا من جديد، إلا أن عددًا كبيرًا من الرعايا الإمبراطوريين لم يتخلوا عن الأمل في إمكانية شفاء الإمبراطورية المريضة وإحيائها. شهدت السنوات القليلة الأولى من القرن التاسع عشر عمليات إعادة تنظيم واسعة النطاق وتغييرات في السلطة داخل الإمبراطورية، مع عام 1801 سلام لونيفيل مع فرنسا ما يعني نهاية الولاية القضائية الإمبراطورية في هولندا وإيطاليا، وصعود الحكام الألمان الأقوياء في الشمال، مثل ملوك بروسيا، ما تسبب في توحيد العديد من التابعين والإقطاعيين الإمبراطوريين المنفصلين سابقًا في أيدي عدد قليل من الحكام. تم تعطيل التسلسل الهرمي السياسي التقليدي للإمبراطورية، لكن لم يكن من الواضح للمعاصرين أن هذا سيؤدي إلى سقوط الإمبراطورية، وكان الرأي العام أنها تمثل بداية جديدة بدلاً من الخطوات القليلة الأخيرة نحو النهاية. علاوة على ذلك، فإن العديد من الدعاة داخل الإمبراطورية لم يروا طبيعتها على أنها ملكية غير نظامية كشيء سلبي ولم يهتموا بتشكيل نظام سياسي أو اجتماعي جديد، بل سعوا بدلاً من ذلك إلى زيادة الهياكل الموجودة بالفعل لخلق مستقبل أفضل. كان صلح فستفاليا قد حدد صراحة أن الإمبراطورية ستبقى غير منحازة وسلبية وأن عليها العمل للحفاظ على السلام في أوروبا، وهو ترتيب وافق عليه معظم سكانها.